# 波希米亞格羅夫
波希米亞格羅夫（英語：The Bohemian Grove）是位於美國加利福尼亞州蒙特里奧一個占地2,700英畝（1,100公頃）的私人營地，隸屬於成立於1878年的私人紳士俱樂部「波希米亞俱樂部」。
每年七月中旬，波希米亞格羅夫會舉行為期兩週以上的露營活動，吸引世界上一些最著名的人士參加。

## 歷史
波希米亞俱樂部成立於1872年，六年後開始舉行夏季露營的傳統。1878年6月29日，俱樂部的創始成員之一、舞台演員亨利·哈里·愛德華茲宣布將遷居紐約以進一步發展其事業。當時，不到100名波希米亞俱樂部成員在馬林縣靠近泰勒維爾（現為塞繆爾·P·泰勒州立公園）的一片紅杉林中舉行晚會，為愛德華茲送行。晚會上酒水充足，還點亮了一些日本燈籠，營造了熱烈的氛圍。聚會結束後，成員們在鋪滿紅木針葉的地毯上鋪著毯子過夜。次年，即使愛德華茲不在，這一活動依舊延續，並成為俱樂部每年的夏季露營傳統。

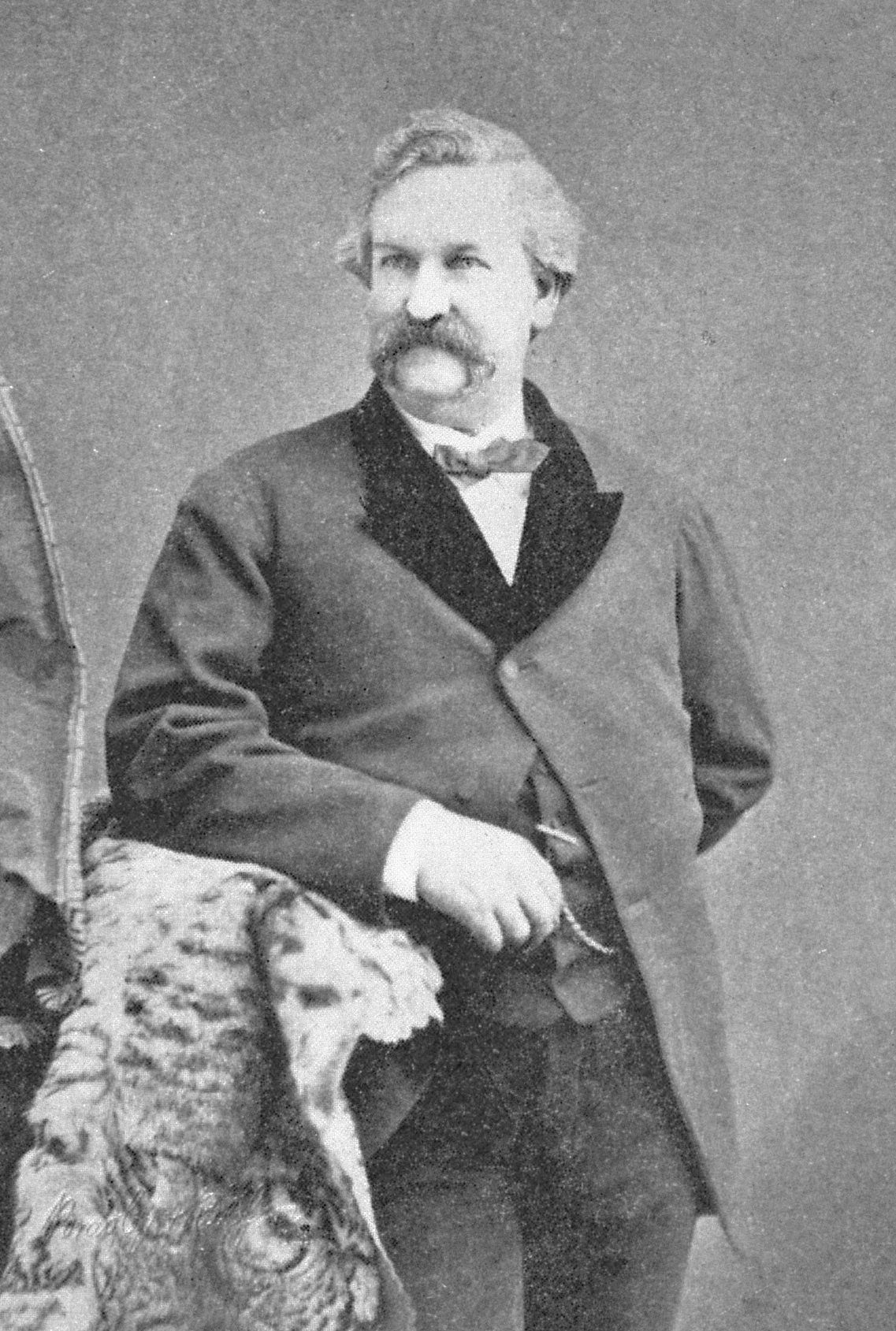
波希米亞俱樂部的創始成員亨利·哈里·愛德華茲。

到1882年，俱樂部成員曾在馬林縣和索諾瑪縣的不同地點露營，包括今日的繆爾森林以及位於俄羅斯河下游鄧肯斯米爾斯附近的一片紅木林。自1893年起，波希米亞俱樂部開始租用現址，並於1899年從當地成功經營伐木業的梅爾文·賽勒斯·米克（Melvin Cyrus Meeker）手中購買了這片土地。此後幾十年，俱樂部成員逐步購買了原址周圍的土地，擴展到該地盆地的邊緣。
作家兼記者威廉·亨利·厄文曾這樣描述樹林的壯麗：
你會突然發現它。一步之間，這份榮光便籠罩你身。沒有遠近感；你無法退得足夠遠來完整地欣賞這些樹木。它們矗立於此，高聳入雲，其頂端的枝葉要麼藏於雲端，要麼消失在天空中。
雖然俱樂部最初由報社記者創立，但不久後便被一些來自舊金山的著名商人掌控。他們提供了購買更多土地和建設設施所需的資金。不過，俱樂部仍保留了「波希米亞人」——藝術家和音樂家以繼續為國際成員和來賓提供娛樂。
波希米亞樹林因一場歷史性會議而聞名：1942年9月，這裡舉行了一次曼哈顿计划的籌備會議，最終促成了原子彈的誕生。與會者包括欧内斯特·劳伦斯、罗伯特·奥本海默、S-1执行委员会的負責人（如哈佛、耶魯和普林斯頓大學的校長）、标准石油公司和通用電氣公司的代表，以及多位軍方官員。當時，奧本海默雖非S-1委員，但與勞倫斯共同主持了會議。俱樂部成員對此事件深感自豪，經常向新來者講述這段歷史。
1953年3月4日，美國前總統赫伯特·胡佛被授予「老衛隊」（Old Guard）身份，該身份的資格是需加入俱樂部滿40年，而胡佛正是在40年前加入的。為了慶祝這一榮譽，紅木樹枝從樹林中運到紐約市的紐約華爾道夫酒店用於裝飾宴會廳。在接受致敬時，胡佛將這份榮譽比作他在後來總統任內的顧問角色。
樹林內的一些行為曾引發多次指控，甚至被大眾文化所戲仿。例如，1971年5月13日，總統理查德·尼克松在一段錄音中提到：「波希米亞樹林——我偶爾也會去參加——是你能想像到的最娘炮、最荒唐的事情，全是那些舊金山人。」
2019年，索諾瑪縣監事會通知俱樂部，自該年起，縣政府將不再提供樹林的安保服務。

### 潛入事件
儘管樹林安保措施嚴密，但仍有多起高調的潛入事件：
- 1980年夏季，里克·克洛赫（Rick Clogher）在一名員工的幫助下潛入樹林，並以工人的身份在年度露營活動的兩個週末期間觀察。其報導成為首篇來自樹林內部的雜誌文章，發表於1981年8月的《瓊斯母親》雜誌。[[14]同一時期，ABC今夜世界新聞播出了一篇有關波希米亞樹林的特別報導。[15]
- 1989年夏季，《Spy（英语：Spy_(magazine)）》雜誌記者菲利普·魏斯（英语：Philip Weiss）假扮成客人，在樹林內待了七天，隨後於1989年11月發表文章《波希米亞樹林內部》。不過，他最終被發現並以非法入侵罪逮捕。
- 2000年7月15日，亚历克斯·琼斯和他的攝影師邁克·漢森（Mike Hanson）偷偷潛入樹林，拍攝了「憂慮火化儀式」的影片。瓊斯聲稱該儀式是「祭祀儀式」。[16][17]後來，紀錄片製作人喬恩·朗森（英语：Jon Ronson）製作了名為《撒旦的陰影精英？》的節目，稱儀式更像是“放大的兄弟會派對”；而瓊斯則製作了《波希米亞樹林的黑暗秘密》，描述他所謂的撒旦儀式。[18]

2002年1月19日，37歲的理查德·麥卡斯林夜間潛入波希米亞樹林，並縱火數次。他當時攜帶大量武器，身穿骷髏面具，胸前寫有“幽靈愛國者”字樣。

## 會員及營運
波希米亞俱樂部是一個私人俱樂部，僅允許現任會員及其賓客參觀。據悉，這些賓客包括來自其他國家的政治家和知名人物。特別是在夏季中期的聚會期間，由於設施空間有限，賓客人數受到嚴格限制。
波希米亞俱樂部的全男性會員包括藝術家和音樂家，以及許多著名的商界領袖、政府官員、美國前總統、高級媒體主管和其他有影響力的人士。 會員可邀請賓客參觀波希米亞樹林（The Grove），賓客可參加六月舉行的「春季狂歡」（Spring Jinks）或七月的主要聚會活動。波希米亞俱樂部會員還可以在樹林未被用於俱樂部整體活動時，安排私人白天使用的活動，並在這些場合攜帶配偶、家人和朋友，然而女性及未成年賓客必須在晚上9點或10點之前離開。
會員在加入俱樂部40年後，可獲得「老衛士」（Old Guard）地位，享有樹林每日講座的保留座位及其他特權。
俱樂部的格言是「編織的蜘蛛勿來此地」（Weaving Spiders Come Not Here），意指外界的關注和商業交易（人脈拓展）應被排除在外。在團體聚會中，波西米亞會員通常遵循這一規定，但會員之間的雙人對話中仍然常有商業討論發生。許多重要的政治和商業交易在樹林內得以促成。

## 設施

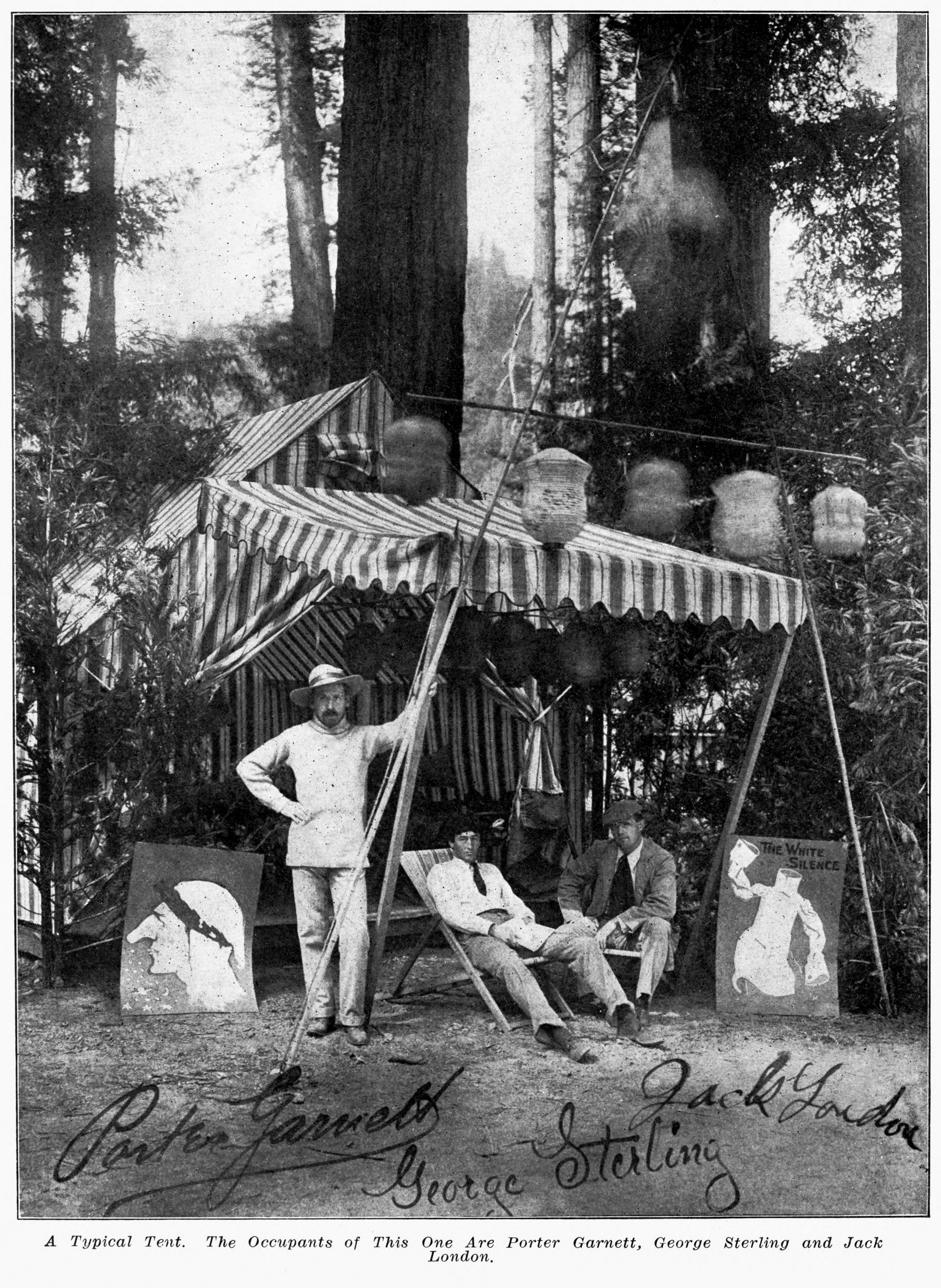
20世紀初的一座波希米亞帳篷，內有波特·加內特、喬治·斯特林和傑克·倫敦。

主要聚會區域占地160英畝（65公頃），有超過1,000年的古老紅杉樹，其中一些高達300英尺（91米）。樹林中散布著作為宿營地的「營地」，截至2007年共有118處。這些營地通常具有父系傳承的特點，是建立高層次商業和政治人脈及友誼的主要途徑。
著名的營地包括：
- Hill Billies
- Mandalay
- Cave Man
- Stowaway
- Uplifters
- Owls Nest
- Hideaway
- Isle of Aves
- Lost Angels
- Silverado Squatters
- Sempervirens
- Hillside
- Idlewild

波希米亞樹林內的主要聚會場所則包含：
- 樹林舞台（Grove Stage）： 可容納2,000人的露天劇場，主要用於夏季聚會最後一週的「樹林戲劇」演出，舞台延伸至山坡。
- 田野劇場（Field Circle）： 一個碗狀露天劇場，用於中期聚會的「低級狂歡」音樂喜劇、六月的「春季狂歡」以及其他各種演出。
- 營火圈（Campfire Circle）： 圍繞中央營火坑設有紅杉木製長椅，用於更親密的小型演出。
- 博物館舞台（Museum Stage）： 半露天場地，有一個有頂的舞台，常舉行講座和小型合奏演出。
- 餐飲區（Dining Circle）： 可同時容納約1,500人就餐。
- 俱樂部大樓（Clubhouse）： 由建築師伯納德·梅貝克（英语：Bernard Maybeck）於1903年設計，1904年完工，位於俯瞰俄羅斯河的懸崖上，是一座集餐飲、娛樂於一體的多功能建築，也是1942年曼哈頓計劃會議的舉行地點。
- 貓頭鷹神龕與湖泊（The Owl Shrine and the Lake）： 樹林內的一個人工湖，白天用於音樂會演出，並在聚會第一個週六舉行「憂慮火化儀式」。該湖區也是每日中午12:30「湖畔講座」（Lakeside Talks）的地點，過去曾有眾多知名人士，包括娛樂界、教授、宇航員、商界領袖、內閣官員、中情局局長，以及未來和前任總統在此發表演講。[24]

### 營地服務員
營地服務員負責各營地的日常營運。總服務員類似於度假村、俱樂部或酒店的總經理。服務人員包括女性工作人員，但她們的活動僅限於日間，且只能在靠近主要入口的中央區域。男性工作人員則可住在其分配的營地範圍內或周邊的服務區域。高級員工會分配到小型私人宿舍，大多數員工則住在簡陋的集體工棚中。

### 安全措施
波希米亞樹林全年由先進的安全團隊負責保護。波希米亞俱樂部僱用退役軍人來協助保安工作，他們使用熱成像/夜視攝像機、運動傳感器和振動感應報警系統等高端設備。在會員駐留期間，安全等級會特別提高。當此時期有重要來賓時，當地警長辦公室、加州公路巡警，甚至美國特勤局都會協助周邊地區的安全工作。

### 女性地位
儘管波希米亞俱樂部從未接納任何女性為正式會員，但曾有四位女性被授予榮譽會員資格，她們分別是女主人瑪格麗特·鮑曼、詩人伊娜·庫爾布里斯，曾擔任俱樂部圖書管理員）、女演員伊麗莎白·克羅克·鮑爾斯以及作家薩拉·簡·利普金科特。自1928年庫爾布里斯去世以來，未有其他女性獲得會員資格。這些榮譽會員及其他女性賓客僅可進入波希米亞「城市俱樂部」（City Club）的日間活動，無法進入城市俱樂部的上層樓層或參加樹林的主要夏季聚會。
每年俱樂部為配偶及受邀賓客舉辦的「女士狂歡」（Ladies' Jinks）是一項特殊活動。
2019年，索諾馬縣監事會成員琳達·霍普金斯（Lynda Hopkins），作為樹林所在選區的代表，發表公開信，批評波希米亞俱樂部對女性進入政治領域造成的阻礙，指出其成員雖然擁有巨額財富，卻對當地社區缺乏投資，並形容該俱樂部的態度陳舊且具有霸權性。

## 傳統、儀式與象徵

### 象徵意義
波希米亞俱樂部的守護聖人是臬玻穆的若望。傳說中，他寧死於波希米亞君主之手，也不洩露皇后的懺悔秘密。在俱樂部的園林湖畔，豎立著一座聖約翰的木雕像，雕像穿著教士長袍，並用食指放在嘴唇上，象徵與會者長期以來對於園林活動的保密精神。
自俱樂部成立以來，波希米亞園林的吉祥物是象徵智慧的貓頭鷹。在園林湖的盡頭，矗立著一座30英尺（約9米）高的中空貓頭鷹雕像，這座雕像由雕塑家兼兩任俱樂部主席海格·帕提吉安設計，採用鋼架結構外覆混凝土建造，完成於1920年代末。自1929年以來，貓頭鷹聖壇成為每年「憂慮焚燒儀式」（Cremation of Care）的背景。

### 憂慮焚燒儀式

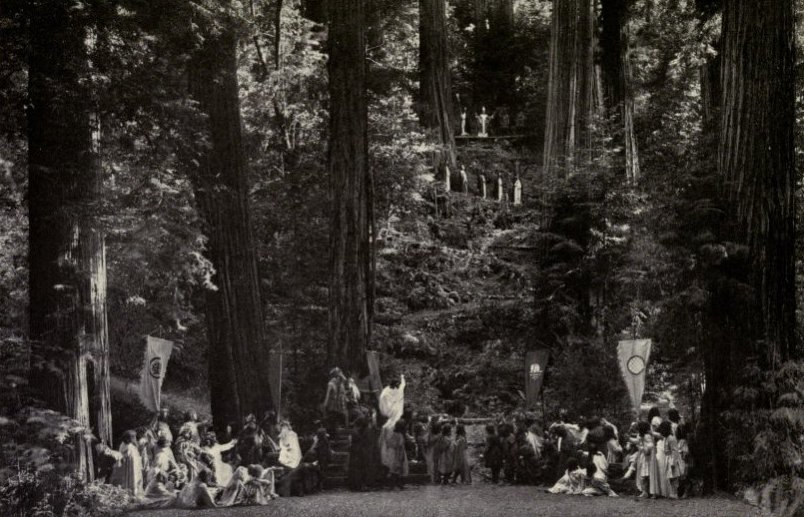
1909年園林劇《塔拉的聖派翠克》的彩排。

憂慮焚燒儀式是一場戲劇性的表演，部分俱樂部成員以演員身份參與。此儀式最早於1881年舉行，由詹姆斯·F·鮑曼（James F. Bowman）設計，並由喬治·T·布羅姆利（George T. Bromley）擔任高階祭司。起初，這一儀式被納入夏季聚會首週末的嚴肅戲劇「高妙趣」（High Jinks）的劇情中，儀式中「憂慮」的靈魂由英雄擊敗後被莊重地火化。此儀式象徵性地釋放積累的情感，並「象徵俱樂部拯救樹木的使命」。
1913年起，憂慮焚燒儀式從其他園林劇中獨立出來，移至夏季聚會的第一晚，成為「驅除惡魔以確保接下來兩週順利進行」的重要環節。園林劇則被安排在聚會的最後一個週末上演。
儀式在貓頭鷹聖壇前舉行。聖壇覆滿苔蘚和地衣，模擬天然的岩石結構，但內部設有電氣與音響設備。多年間，儀式中貓頭鷹的聲音使用的是俱樂部成員沃尔特·克朗凯特的錄音。

### 園林劇
每年夏季聚會的最後一個週末，俱樂部都會舉行一晚的格羅夫戲劇演出。這是一場大規模的音樂戲劇製作，劇本與音樂均由俱樂部成員創作，整體製作規模涉及約300人，包括合唱團、演員、舞台工作人員和管弦樂團。
第一部園林劇於1902年演出，在第二次世界大戰期間（1943年至1945年）曾中斷三年。1975年，有觀察者估計一部園林劇的製作費用在2萬至3萬美元之間，換算為今日價值大約為17萬美元。

## 法庭案件

### 女性就業問題
1978年，加州公平就業與住房部因波希米亞俱樂部拒絕雇用女性員工，指控其存在歧視行為。1981年1月，一名行政法官做出裁定，支持俱樂部的做法，理由是俱樂部成員在園林活動中「在未設置基本衛生設施的情況下公開小便」，女性的出現將改變俱樂部成員的行為模式。
然而，加州公平就業與住房委員會推翻了這一裁定，並於1981年10月17日下令俱樂部開始招聘並雇用女性員工。 隨後，波西米亞俱樂部向加利福尼亚州最高法院提出請願，高等法院支持俱樂部，認為「男性性別是合理的職業資格」 在審判過程中，有證據表明審判法官曾參與俱樂部的活動，但要求取消其資格的請求被駁回。公平就業與住房委員會向加州上訴法院提出上訴，上訴法院推翻了下級法院的裁定，認為波西米亞俱樂部的私人身份並不能使其免於遵守「所有加州雇主應遵守的同樣規則」。1987年，加州最高法院拒絕審理此案，實際上強制俱樂部在蒙特里奧（Monte Rio）的夏季園林活動中雇用女性員工。這一裁定成為法律先例，並在1995年至1996年間加州參議院第2110號法案（SB 2110）的辯論中被引用。該法案探討了是否應豁免包括兄弟會在內的免稅組織適用《安拉民權法案》。

### 伐木問題
在中央營地之外、波希米亞俱樂部擁有的2712英畝（約1098公頃）土地範圍內，自1984年起展開了伐木活動。從1984年至2007年，該地區共砍伐約1100萬板英尺（約2.6萬立方米）的紅木和道格拉斯冷杉木材。
2006年，俱樂部的林務員愛德華·圖恩海姆（Edward Tunheim）因俱樂部施壓要求增加伐木量而辭職。他擔心過度伐木會導致灌木叢生，進一步增加火災風險。
2007年，波希米亞俱樂部董事會申請了一項適用於擁有少於2500英畝（約1000公頃）林地土地所有者的非工業伐木許可證，計劃在50年的許可期內，將次生林的伐木量從每年80萬板英尺（約1900立方米）逐步增加到170萬板英尺（約4000立方米）。 根據退休林業教授湯姆·邦尼克森（Tom Bonnicksen）的建議，俱樂部應採用小範圍選擇性伐木的方法，以降低火災在茂密的次生林蔓延並損害俱樂部保護的原始林地的風險。
俱樂部聲稱擴大伐木活動是為了防火，並表示木材銷售所得將用於穩定進出道路及清理如殼斗科橡樹和灌木等易助燃物種。但加州魚類與野生動物部門建議採用單株伐木，以保護年老樹木中如斑海雀和西點林鴞的棲息地。加州大學柏克萊分校的生物學教授菲利普·倫德爾（Philip Rundel）指出，紅木的可燃性很低，「這明顯是一個伐木項目，而不是防火項目」。加州大學戴維斯分校的里德·F·諾斯（Reed F. Noss）教授撰文稱，紅木森林中的火災並不需要被防範，因為年輕的紅木適應於在火災後的殘餘環境中再生。
由於伐木計劃引發的爭議，俱樂部為符合許可證資格，向蒙大拿州米蘇拉的落基山麋鹿基金會捐贈163英畝（約66公頃）土地作為保育地役權，並將另外56.75英畝（約22.97公頃）土地劃為不可商業伐木區域，使其林地總面積縮減至2316英畝（約937公頃），從而符合許可資格。然而，反對者及其律師認為，相關法律應計算所有林地，而非僅限於伐木許可範圍內的林地，若計算總林地，俱樂部的擁有面積實際為2535.75英畝（約1026.18公頃），因此不應獲得許可。
2011年3月10日，法官雷內·A·舒托（René A. Chouteau）駁回了加州消防局批准的非工業林業管理計劃（Non-Industrial Timber Management Plan, NTMP）。這一訴訟由塞拉俱乐部和波希米亞紅木保護俱樂部（Bohemian Redwood Rescue Club）提起，要求撤銷該計劃。裁決要求博希米亞俱樂部草擬新的計劃，提供替代方案以調整伐木速度。目前，波西米亞俱樂部不得在其土地上進行伐木活動。

### 工資剝削問題
2023年6月，一群前員工起訴波希米亞園林，指控其存在工資剝削和不公平勞工行為。2024年1月，由於法官裁定俱樂部不符合法律上的雇主定義，該俱樂部被從訴訟中撤銷。2024年5月，另一宗相關訴訟被提起。

## 另見
- 波希米亞俱樂部成員名單（英语：List of Bohemian Club members）
- 貝里斯格羅夫（英语：Belizean Grove）

## 外部連結
- "Social Cohesion & the Bohemian Grove: The Power Elite at Summer Camp" （页面存档备份，存于） (G. William Domhoff).
- "Scanned Map of Grove Layout" (RareMaps)
- "An Elite Alliance" 2006年3月，關於前NASA局長、現任路易斯安那州立大學校長尚恩·奧基菲（英语：Sean O'Keefe）參與波希米亞格羅夫的文章。
- Images of Bohemian Grove, ca. 1906–1909 （页面存档备份，存于）, 班克羅夫特圖書館（英语：The Bancroft Library）.
- "Old Bohemia, New Bohemia" （页面存档备份，存于） (比較波希米亞格羅夫和燃燒人). Forbes Magazine. 1999.
- 小威廉·F·巴克利, , 國家評論, September 11, 1995, （原始内容存档于May 2, 1999）
- Save Bohemian Grove 該組織的網站，該組織針對波希米亞格羅夫的伐木行為提起訴訟。
- "Bohemian Grove : summer hideout for America's republican establishment" （页面存档备份，存于）.